# Phyllonorycter iteina
Phyllonorycter iteina är en fjärilsart som först beskrevs av Edward Meyrick 1918.  Phyllonorycter iteina ingår i släktet guldmalar, och familjen styltmalar. Inga underarter finns listade i Catalogue of Life.